# Tour de la Provence
O Tour La Provence é uma carreira ciclista por etapas francesa que se disputa na região de Provença-Alpes-Costa Azul, no mês de fevereiro. Foi criada em 2016, ao fazer parte do UCI Europe Tour, na categoria 2.1.

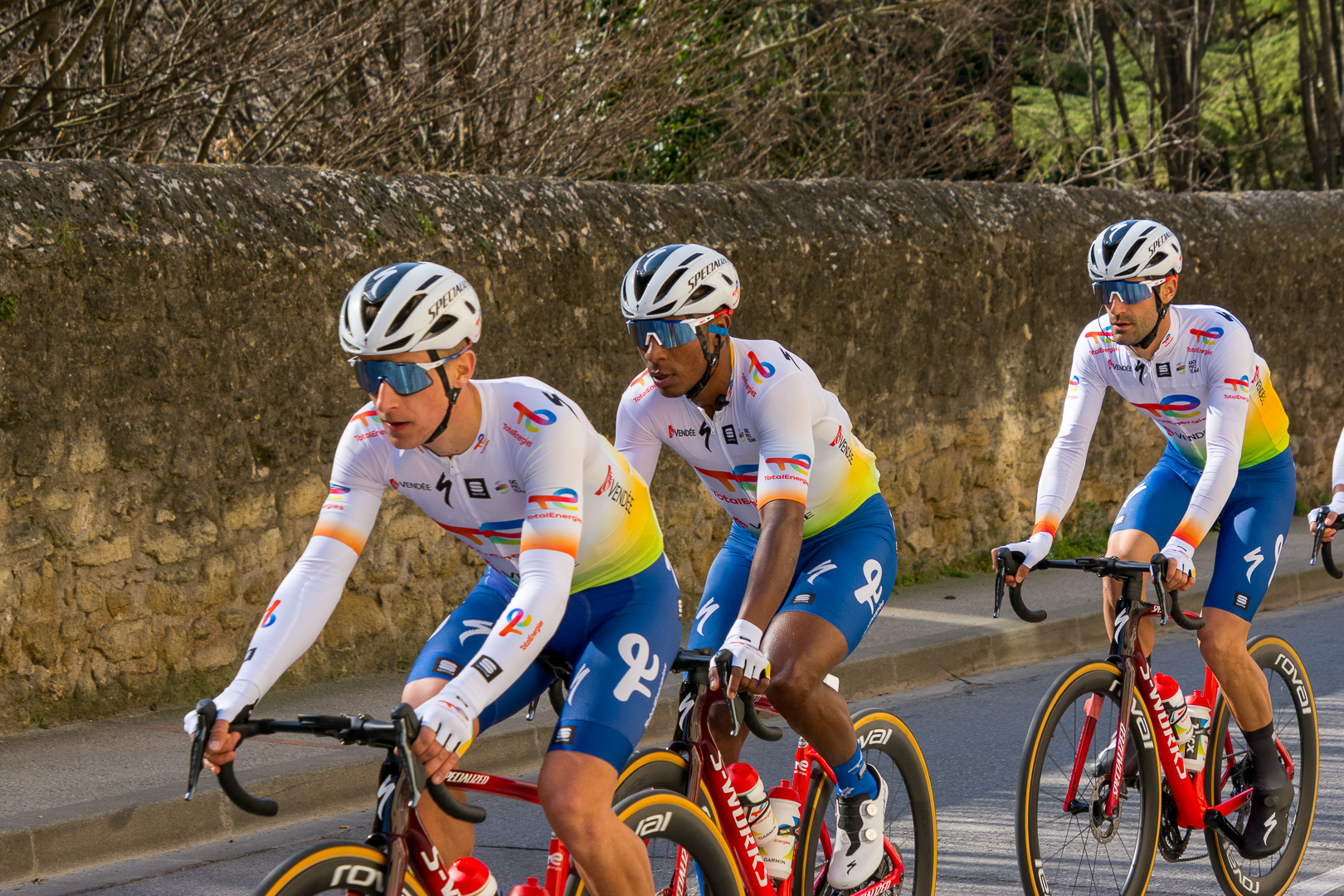
Fabien Doubey, Lorenzo Manzin e Fabien Grelier durante o Tour de la Provence de 2022

## Palmarés
| Ano  | Vencedor         | Segundo            | Terceiro            |           |
| ---- | ---------------- | ------------------ | ------------------- | --------- |
| 2016 | Thomas Voeckler  | Petr Vakoč         | Lilian Calmejane    |           |
| 2017 | Rohan Dennis     | Mattia Cattaneo    | Alexandre Geniez    |           |
| 2018 | Alexandre Geniez | Tony Gallopin      | Rudy Molard         |           |
| 2019 | Gorka Izagirre   | Simon Clarke       | Tony Gallopin       |           |
| 2020 | Nairo Quintana   | Aleksandr Vlasov   | Alexey Lutsenko     |           |
| 2021 | Iván Ramiro Sosa | Julian Alaphilippe | Egan Bernal         |           |
| 2022 | Nairo Quintana   | Julian Alaphilippe | Mattias Skjelmose   |           |
| 2023 | cancelado        | cancelado          | cancelado           | cancelado |
| 2024 | Mads Pedersen    | Axel Zingle        | Raúl García Pierna  |           |
| 2025 | Mads Pedersen    | Matej Mohorič      | Marijn van den Berg |           |

## Palmarés por países
Atualizado após edição de 2024
| País      | Vitórias |
| --------- | -------- |
| Colômbia  | 3        |
| França    | 2        |
| Austrália | 1        |
| Espanha   | 1        |
| Dinamarca | 1        |